# Filips van Ratzeburg
Filips van Ratzeburg (overleden te Verona op 14 november 1215) was premonstratenzer en van 1204 tot 1215 bisschop van Ratzeburg.

## Levensloop
Over de herkomst en opleiding van Filips van Ratzeburg is niets bekend. Hij was kanunnik in het premonstratenzerklooster van Ratzeburg en kapelaan van bisschop Isfried van Ratzeburg. Na diens dood in 1204 werd Filips in een omstreden verkiezing door een deel van het kapittel tot de opvolger van Isfried verkozen, terwijl een ander deel zich achter domproost Hendrik schaarde. In het daaropvolgende conflict trad graaf Albrecht II van Weimar-Orlamünde, de voogd van het bisdom, op als bemiddelaar, waarbij die in het voordeel van Filips besliste. Vervolgens werd hij door Hartwig van Uthlede, de aartsbisschop van Bremen, tot bisschop gewijd. In 1205 en 1209 werkte hij ook als hulpbisschop in Utrecht.
In 1205 kon Filips bekomen dat koning Waldemar II van Denemarken de vrijheden van de kerk en het domkapittel van Ratzeburg bevestigde. Door verschillende schenkingen financierde hij ook de Dom van Ratzeburg en vergrootte hij de inkomsten van het nog jonge, in 1158 gestichte bisdom.
In 1210 begeleidde Philips keizer Otto IV op diens veldtocht naar Italië. Drie jaar later, in 1213, liep hij tijdens de strijd om het Rooms-Duitse koningschap echter over naar de zijde van Frederik II van Hohenstaufen, die na de Slag bij Bouvines in 1214 het bisdom Ratzeburg overdroeg aan koning Waldemar II van Denemarken. Die overdracht werd in 1216/1217 bevestigd door paus Innocentius III en diens opvolger Honorius III.
In 1211 nam hij onder leiding van Albert van Buxhoeveden, bisschop van Riga, deel aan de kruistocht tegen het heidense Lijfland. Daar trad hij meermaals op als vertegenwoordiger van bisschop, wijdde hij Diederik van Treyden als bisschop van Dorpat en deed hij missionariswerk in het Land van Thorn. Later reisde hij met Diederik van Treyden naar Rome om er deel te nemen aan het Vierde Lateraans Concilie. Nadat ze bij de oversteek naar Gotland door een storm afgedreven waren naar Saaremaa en zich daar moesten verweren tegen de heftige aanvallen van de bewoners, werd Filips tijdens de voortzetting van de reis zo zwaar ziek, dat hij in november 1215 stierf in Verona.